# Kvadrantiderna
Kvadrantiderna är en meteorsvärm i december och januari varje år som uppträder från den 28 december och pågår en vecka framåt. Kvadrantidernas radiant är belägen nära norra hörnet av Björnvaktarens stjärnbild, inte långt från Karlavagnen. Namnet kvadrantiderna är förknippat med Murkvadranten, en stjärnbild som inte vann acceptans bland astronomerna, men som lever kvar i meteorsvärmens namn.

## Beskrivning
Kvadrantiderna, (010 QUA), är huvudsakligen aktiva mellan 28 december och 12 januari, med maximum den 3-4 januari. Kvadrantiderna kan ha ett högsta antal meteorer per timme, ZHRmax, som närmar sig Perseidernas i augusti och Gemenidernas i december. Kvadrantiderna är emellertid en smalspårig meteorsvärm som den rutinerade meteorobservatören Norman W. McLeod jämfört med den mindre framträdande meteorsvärmen Ursiderna. Dessutom är meteorerna vanligtvis ganska svaga, med en genomsnittlig magnitud av 3-6. Det är därför enbart i närheten av maximum, ungefär den 3 januari, som meteorsvärmen kan bli spektakulär. Den kan då nå ett ZHRmax av ungefär 120 meteorer i timmen, eller två i minuten. Ett genomsnittligt maximum sätts ofta vid 80 ZHRmax.

## Ursprung
2003 identifierade den holländsk-amerikanske astronomen Peter Jenniskens asteroiden 2003 EH1 som det troliga ursprunget till Kvadrantiderna. 2003 EH1 kan vidare höra ihop med kometen C/1490 Y1 som dokumenterades för drygt 500 år sedan av japanska, koreanska och kinesiska astronomer.

## Några observationsår
| År   | Aktivitet                | Maximum | ZHRmax |
| ---- | ------------------------ | --- | ------ |
| 2008 | 1–5 januari              | 4 januari | 82     |
| 2009 | 1–5 januari              | 3 januari | 146    |
| 2010 |                          | Avtagande måne I tredje kvarteret                                                                                     |        |
| 2011 | 28 december – 12 januari | 3 januari | 90     |
| 2012 | 28 december – 12 januari | 4 januari | 83     |
| 2013 |                          | 3 januari Avtagande måne i tredje kvarteret (fullmåne 28 december)                                                    | 137    |
| 2014 |                          | 4 januari Maximum ZHRmax=245 3 januari 17:00 UT till 22:30 UT, men med en isolerad topp ZHRmax=315 4 januari 18:00 UT | 315    |
| 2016 |                          | 3 januari 14 UT (15 CET/9 EST)                                                                                        |        |
| 2017 |                          | 3 januari 15 UT (16 CET/10 EST)                                                                                       |        |
| 2018 |                          | 3 januari 19 UT (20 CET/14 EST)                                                                                       |        |
| 2019 |                          | 4 januari 2 UT (21 EST 3 januari)                                                                                     |        |